# Alloperla stipitata
Alloperla stipitata är en bäcksländeart som beskrevs av Surdick 2004. Alloperla stipitata ingår i släktet Alloperla och familjen blekbäcksländor. Inga underarter finns listade i Catalogue of Life.